# Mieczysław Münz
Mieczysław Münz (ur. 31 października 1900 w Krakowie, zm. 25 sierpnia 1976) – polsko-amerykański pianista.

## Życiorys
Studiował w Wiedniu i Berlinie u Jerzego Lalewicza i Ferruccio Busoniego. Wśród jego uczniów było wielu znanych  pianistów, m.in. Emanuel Ax, Antonio Barbosa, Felicja Blumenthal, Sara Davis Buechner, Alan Feinberg, Walter Hautzig, Hidemitsu Hayashi, Eugen Indjic, Jahja Ling, Charles Milgrim, David Oei, Rinaldo Reyes, Harold Rubens, Schein Ann, Ilana Vered i Susan Popkin Wadsworth.
W 1924 wyjechał na 4-miesięczne tournée artystyczne po Ameryce.
W latach 40. XX w. przestał koncertować z powodu problemów z prawą ręką.
Jego żoną była Aniela Młynarska (córka Emila Młynarskiego), która później poślubiła Artura Rubinsteina.

## Dyskografia
- The Art of Mieczyslaw Munz (AMR20021022)[3]